# Campionati europei under 21 di tennis tavolo 2025
I Campionati europei under 21 di tennis tavolo 2025 sono stati la 9ª edizione della competizione giovanile europea di tennis tavolo. Si sono svolti dal 7 all'11 maggio 2025 alla Tipos aréna di Bratislava, in Slovacchia.

## Podi
| Competizioni        | Oro                             | Argento                           | Bronzo                            |
| ------------------- | ------------------------------- | --------------------------------- | --------------------------------- |
| Singolare maschile  | Flavien Coton                   | Iulian Chiriță                    | Miguel Pantoja                    |
| Singolare maschile  | Flavien Coton                   | Iulian Chiriță                    | André Bertelsmeier                |
| Singolare femminile | Anna Hursey                     | Veronika Matiunina                | Ioana Singeorzan                  |
| Singolare femminile | Anna Hursey                     | Veronika Matiunina                | Elena Zaharia                     |
| Doppio maschile     | Eduard Ionescu Darius Movileanu | André Bertelsmeier Tiago Abiodun  | Iulian Chiriță Andrei Istrate     |
| Doppio maschile     | Eduard Ionescu Darius Movileanu | André Bertelsmeier Tiago Abiodun  | Leon Benko Ivan Hencl             |
| Doppio femminile    | Anna Hursey Mia Griesel         | Bianca Mei Rosu Elena Zaharia     | Hana Arapović Ioana Singeorzan    |
| Doppio femminile    | Anna Hursey Mia Griesel         | Bianca Mei Rosu Elena Zaharia     | Zuzanna Wielgos Anna Brzyska      |
| Doppio misto        | Elena Zaharia Darius Movileanu  | Josephina Neumann Wim Verdonschot | Tiago Abiodun Miłosz Redzimski    |
| Doppio misto        | Elena Zaharia Darius Movileanu  | Josephina Neumann Wim Verdonschot | Daniel Berzosa Veronika Matyunina |

## Medagliere
| Posiz. | Nazione    | Oro | Argento | Bronzo | Totale |
| ------ | ---------- | --- | ------- | ------ | ------ |
| 1      | Romania    | 2   | 2       | 4.5    | 8.5    |
| 2      | Galles     | 1.5 | 0       | 0      | 1.5    |
| 3      | Francia    | 1   | 0       | 0      | 1      |
| 4      | Germania   | 0.5 | 1.5     | 0      | 2      |
| 5      | Ucraina    | 0   | 1       | 0.5    | 1.5    |
| 6      | Portogallo | 0   | 0.5     | 0.5    | 1      |
| 7      | Croazia    | 0   | 0       | 2      | 2      |
| 8      | Spagna     | 0   | 0       | 1.5    | 1.5    |
| 9      | Polonia    | 0   | 0       | 1      | 1      |
| Totale | Totale     | 5   | 5       | 10     | 20     |